# Dagens man
Dagens man är ett dejtingprogram som sändes på TV4 Plus 2009–2010 och leddes av Carolina Gynning. Programmet är baserat på Take me out som har sänts i Australien, Holland, Spanien, Finland, Danmark och Norge. I studion finns det 20 tjejer som möter en man i taget och redan efter det första intrycket gör de sista första val. Därefter får de lära känna killen bättre men kan avvisa honom när som helst. I sista steget får killarna ställa frågor till tjejerna och avvisa de tjejer som den inte tycker är intressant. De två första säsongerna spelades in samtidigt under 2009.

## Säsonger

### Säsong 1
| Nr | Nr | Killarna          | Tittarsiffror | Sändningsdatum    |
| -- | -- | ----------------- | ------------- | ----------------- |
| 1  | 1  | "Henrik & Patrik" | 121 000       | 30 september 2009 |
| 2  | 2  | "Nima & Johan"    | 144 000       | 7 oktober 2009    |
| 3  | 3  | "Dennis & Johnny" | 50 000        | 14 oktober 2009   |
| 4  | 4  | "Michael & Jakob" | 88 000        | 21 oktober 2009   |
| 5  | 5  | "Mithras & John"  | 98 000        | 28 oktober 2009   |
| 6  | 6  | "Theo & Magnus"   | 82 000        | 4 november 2009   |
| 7  | 7  | "Björn & Martin"  | 73 000        | 11 november 2009  |
| 8  | 8  | "Peter & Patrik"  | 45 000        | 18 november 2009  |

### Säsong 2
| Nr | Nr | Killarna               | Tittarsiffror | Sändningsdatum |
| -- | -- | ---------------------- | ------------- | -------------- |
| 1  | 9  | "Andreas & Kristoffer" | 49 000        | 21 juni 2010   |
| 2  | 10 | "Johannes & Robert"    | 49 000        | 22 juni 2010   |
| 3  | 11 | "Martin & Martin"      | 52 000        | 24 juni 2010   |
| 4  | 12 | "Hjalmar & Richard"    | 14 000        | 25 juni 2010   |
| 5  | 13 | "Peter & Tomas"        | 26 000        | 28 juni 2010   |
| 6  | 14 | "Jesper & Jimmy"       | 38 000        | 29 juni 2010   |
| 7  | 15 | "Jesper & Magnus"      | 57 000        | 1 juli 2010    |
| 8  | 16 | "Romeo & Srdjan"       | 29 000        | 2 juli 2010    |
| 9  | 17 | "Erik & Kim"           | 24 000        | 5 juli 2010    |
| 10 | 18 | "Daniel & Johan"       | 41 000        | 6 juli 2010    |
| 11 | 19 | "Christoffer & Daniel" | 65 000        | 8 juli 2010    |
| 12 | 20 | "Dylan & Jens"         | 42 000        | 9 juli 2010    |